# ان وایت
 ان وایت (انگلیسی: Anne White؛ زاده ۲۸ سپتامبر ۱۹۶۱) یک تنیس‌باز اهل ایالات متحده آمریکا است.